# Hymenoplia galaica
Hymenoplia galaica är en skalbaggsart som beskrevs av Baguena 1954. Hymenoplia galaica ingår i släktet Hymenoplia och familjen Melolonthidae. Inga underarter finns listade i Catalogue of Life.